# Gaetano Salvemini
Gaetano Salvemini (n. 8 septembrie 1873, Molfetta, Apulia, Italia – d. 6 septembrie 1957, Sorrento, Campania, Italia) a fost un istoric, politician și scriitor socialist și antifascist sud-italian. În timpul regimului lui Benito Mussolini a fost forțat să plece în exil în Statele Unite ale Americii, unde a dobândit o recunoaștere internațională pentru lucrările sale istoriografice, în special legate de fascism.